# Emily X. R. Pan
Emily X. R. Pan je americká spisovatelska fantasy literatury pro mládež a učitelka tvůrčího psaní. Její první román The Astonishing Color of After se umístil na seznamu bestsellerů New York Times a obdržel Čestnou cenu APAAL v kategorii literatury pro mládež. V Česku žádné z jejích děl dosud vydáno nebylo.

## Životopis
Pan se narodila v americkém státě Illinois a později vyrůstala v Penningtonu v New Jersey. Je jediným potomkem tchajwanských imigrantů; její otec Alex Pan je profesor na Univerzitě v New Jersey a matka Beatrice Pan je spisovatelska a učitelka hry na klavír a ku-čeng. Svou první knihu napsala pro školní projekt v 6. třídě. V 15 letech začala své rukopisy zasílat vydavatelům. Absolvovala Základní školu Hopewell v Penningtonu (1. stupeň), Základní školu Timberlane (2. stupeň), Centrální střední školu Hopewell Valley a na Newyorské obchodní univerzitě Leonarda B. Sterna obdržela tituly v oborech zahraničního obchodu a marketingu. V současnosti pobývá v newyorském Brooklynu.
Její literární debut, magicko-realistický román The Astonishing Color of After („Dechberoucí barva poté“), byl vydán v březnu 2018 nakladatelstvím Little, Brown Books for Young Readers. Děj pojednává o tchajwansko-americké protagonistce, která se snaží vyrovnat se sebevraždou své matky. Základem pro román byl skutečný příběh autorčiny babičky. Její druhá kniha, fantasy román An Arrow to the Moon („Šíp vystřelený na měsíc“), který čerpá motivy z čínské mytologie, bude vydána v dubnu 2022.

### Romány
| Datum vydání    | Název                          | Zdroje |
| --------------- | ------------------------------ | ------ |
| 20. března 2018 | The Astonishing Color of After | [ 5 ]  |
| 12. dubna 2022  | An Arrow to the Moon           | [ 7 ]  |

### Antologie
| Datum vydání   | Název                                                              | Poznámky                          | Reference |
| -------------- | ------------------------------------------------------------------ | --------------------------------- | --------- |
| 2019           | Foreshadow: A Serial YA Anthology of Short Stories                 | Přispěla povídkou                 | [ 8 ]     |
| 20. října 2020 | Foreshadow: Stories to Celebrate The Magic of Reading & Writing YA | Sestavila spolu s Novou Ren Sumou | [ 9 ]     |

## Ocenění
| Rok       | Název                                                  | Dílo                           | Výsledek                                        | Reference |
| --------- | ------------------------------------------------------ | ------------------------------ | ----------------------------------------------- | --------- |
| 2018      | Freemanova cena                                        | The Astonishing Color of After | Vítězství                                       | [ 10 ]    |
| 2018      | Book Shimmy Awards                                     | The Astonishing Color of After | Vítězství (v kategorii „Mental Health Matters“) | [ 11 ]    |
| 2018      | Literární cena Los Angeles Times                       | The Astonishing Color of After | Nominace (finální výběr)                        | [ 12 ]    |
| 2018      | Cena čtenářů Goodreads za nejlepší debut               | The Astonishing Color of After | Nominace (finální výběr)                        | [ 13 ]    |
| 2018      | Cena čtenářů Goodreads za nejlepší beletrii pro mládež | The Astonishing Color of After | Nominace (finální výběr)                        | [ 14 ]    |
| 2018–2019 | Cena APALA                                             | The Astonishing Color of After | Čestné uznání                                   | [ 15 ]    |
| 2019      | Walterova cena                                         | The Astonishing Color of After | Čestné uznání                                   | [ 16 ]    |
| 2019      | Millikin Medal                                         | The Astonishing Color of After | Vítězství                                       | [ 17 ]    |
| 2019      | Carnegie Medal                                         | The Astonishing Color of After | Nominace (širší výběr)                          | [ 18 ]    |
| 2019      | Cena Amelie Elizabeth Walden                           | The Astonishing Color of After | Nominace (finální výběr)                        | [ 19 ]    |
| 2019      | Inky Awards                                            | The Astonishing Color of After | Nominace (užší výběr)                           | [ 20 ]    |
| 2020      | Lincolnova cena                                        | The Astonishing Color of After | Nominace                                        | [ 21 ]    |